# Cyperus incomtus
Cyperus incomtus är en halvgräsart som beskrevs av Carl Sigismund Kunth. Cyperus incomtus ingår i släktet papyrusar, och familjen halvgräs. Inga underarter finns listade i Catalogue of Life.